# 爱德华·策勒
爱德华·戈特洛布·策勒（Eduard Gottlob Zeller，1814年1月22日—1908年3月19日），德国哲学家、图宾根神学院新教神学家。策勒以古希腊哲学，尤其是前苏格拉底哲学见长 ，并写了多卷本历史著作《古希腊发展史中的哲学》（1844-1852）。策勒同时也是新康德主义复兴运动的关键人物。

## 生平
爱德华·策勒出生于符腾堡州的Kleinbottwar，其父是政府官员。1831年，策勒在毛尔布隆和布劳博伊伦的福音派神学院开始接受教育，后来在图宾根大学（图宾根教堂）读书，并受到黑格尔的影响。1836年，策勒获得博士学位，论文主题有关于柏拉图的《法律篇》。1840年，他在图宾根大学担任神学无薪讲师，1847年在伯尔尼大学任神学教授，1849年在马堡大学担任神学教授。在马堡，策勒与牧师团体产生争端，所以很快转到了哲学系。 1862年，策勒成为海德堡大学哲学教授，1872年移居柏林，1895年左右退休。策勒以《古希腊发展史中的哲学》（1844-1852）一系列著作而大有名气。他继续扩展推进这项工作以反映出最新的研究成果，最后一版于1902年出版。《古希腊发展史中的哲学》被翻译成大多数其他欧洲语言，成为希腊哲学的标准教科书。
策勒还出版了一些关于神学的著作，以及三卷哲学文章。他也是《神学年鉴》的创始人之一，此刊物因承接了大卫·施特劳斯和克里斯提安·鲍尔的史学方法而闻名。策勒关于“神学是否是一种科学”这一争论写了很多文章。像他同时代的大多数人（如弗里德里希·西奥多·维舍尔）一样，策勒最初拥护黑格尔主义，但后来发展出一套他自己的体系。策勒认为有必要回归到康德，并批判性的重新考虑了康德没有彻底解决的认识论问题。  

## 思想
尽管策勒有其自己的理论体系，但他在哲学史上的成就远比他作为开创性思想家的贡献更有影响力。策勒对希腊思想史的态度受到黑格尔辩证哲学的影响。一些批评者认为，策勒对于文化背景和各个思想家的特质并不够重视。有人认为，他过分强调黑格尔的“概念”，过分依赖黑格尔式的主客体对立——尽管他的希腊哲学史影响深远，受到很高评价。策勒不仅被世界各地的哲学家和学术界高度认可，也得到了德国皇帝和德国民众的高度评价。 1894年，威廉二世皇帝授予他“阁下（Excellenz）”头衔，他与亥姆霍兹的半身像被竖立在勃兰登堡门皇帝和弗雷德里克皇后的雕像附近。
《希腊哲学史》被翻译为以下部分：S. F. Alleyne翻译了《苏格拉底时代的系列哲学史》 (1881) 卷一、卷二；O. J. Reichel翻译了《苏格拉底与苏格拉底学派》 (1868; 2nd ed. 1877)；S. F. Alleyne与A. Goodwin翻译了《柏拉图与老年学院》(1876)；Benjamin Francis Conn Costelloe与J. H. Muirhead翻译了《亚里士多德与早期逍遥学派》(1897)卷一、卷二；O. J. Reichel翻译了《斯多葛学派、伊壁鸠鲁学派和怀疑论者》(1870 and 1880)；S. F. Alleyne翻译了《希腊哲学的折衷主义的历史》 (1883).
在《希腊哲学史》中，策勒首创性的使用了一个哲学意义上的形容词——“超人”（übermensch），该词后来成了尼采思想的核心以及纳粹党的宣传口号。他说：“...因此，她的幸福可以被称作是超人的（übermenschliche）；相比之下，从伦理德性中流出的幸福只不过是一种典型的人类善良。”

## 著作
《希腊哲学史纲》（Grundriss der Geschichte der Griechischen Philosophie）（1883;第5版，1898年）由Alleyne和Evelyn Abbott (1886)翻译成英文，名为Outlines of the History of Greek Philosophy.
其他著作包括：
- Platonische Studien (1839)
- Die Apostelgeschichte kritisch untersucht (1854; English translation J Dare, 1875–76: Volume 1 and Volume 2)
- Entwickelung des Monotheismus bei den Griechen (1862)
- Strauss und Renan (1864); (English translation 1866)
- Geschichte der christlichen Kirche (1898)
- Geschichte der deutschen Philosophie seit Leibniz (1873, ed. 1875)
- Staat und Kirche (1873)
- Strauss in seinen Leben und Schriften 1874; (English translation 1874)
- 《论认识论的任务和意义》（Über Bedeutung und Aufgabe der Erkenntnisstheorie） (1862)
- Über teleologische und mechanische Naturerklärung (1876)
- Vorträge und Abhandlungen (1865–84)
- Religion und Philosophie bei den Römern (1866, ed. 1871)
- Philosophische Aufsätze (1887).